# بخش دره دیبانگ بالا
بخش دره دیبانگ بالا (به انگلیسی: Upper Dibang Valley district) یک منطقهٔ مسکونی در هند است که در آروناچال پرادش واقع شده‌است. بخش دره دیبانگ بالا ۹٬۱۲۹ کیلومتر مربع مساحت و ۸٬۰۰۴ نفر جمعیت دارد.